# Marianna Sastinová
Marianna Sastin (* 10. července 1983 Mosonmagyaróvár, Maďarsko) je maďarská zápasnice, mistryně světa a Evropy, účastnice olympijských her v Pekingu a Londýně.
Zápasu se věnuje od 16 let. Připravuje se v budapešťském klubu Vasas pod vedením svého manžela Ákose Wöllera.